# سیارک ۴۵۲۰

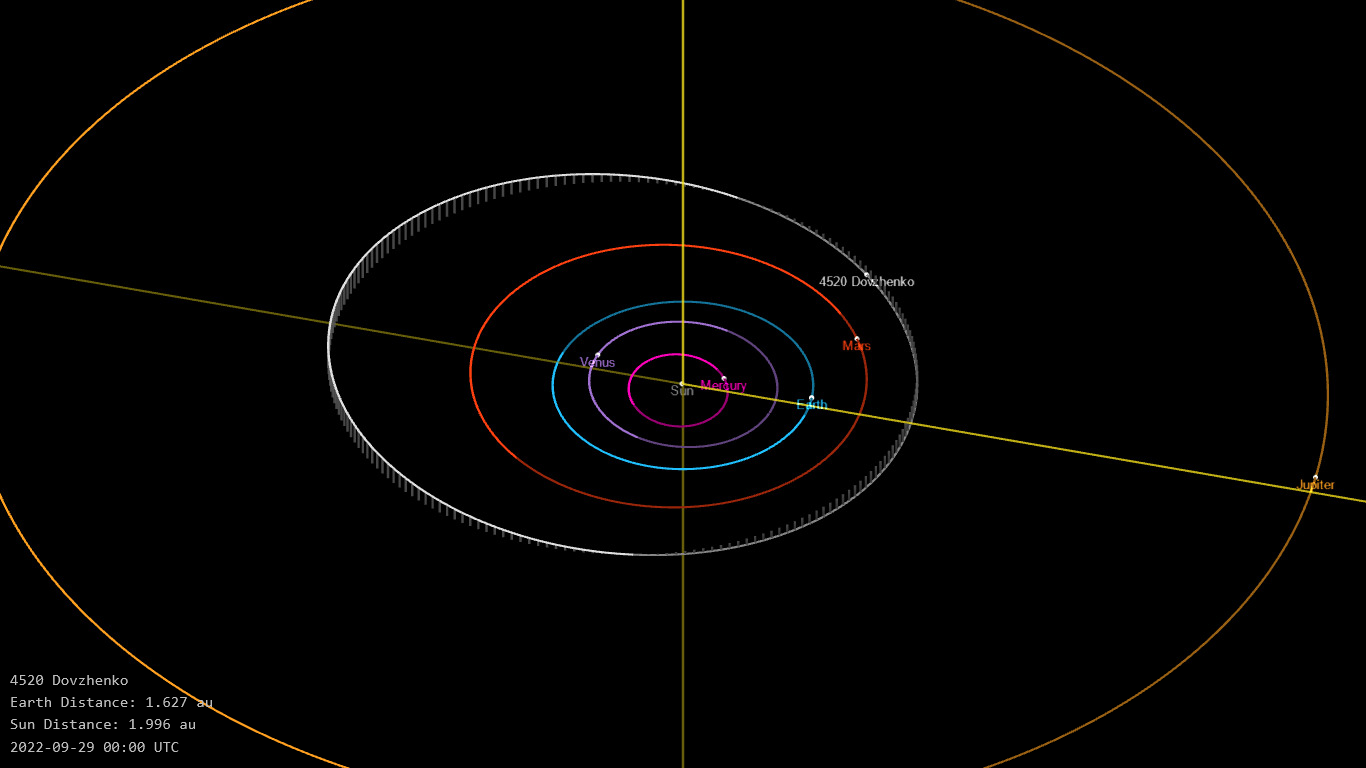
مدار سیارک ۴۵۲۰

سیارک ۴۵۲۰ (به انگلیسی: 4520 Dovzhenko، نامگذاری:1977QJ3) چهار هزار و پانصد و بیستمین سیارک کشف شده‌است که در ۲۲ اوت ۱۹۷۷ کشف شد.
قدر مطلق سیارک برابر ۱۳٫۰۰ است.